# City of Holdfast Bay
City of Holdfast Bay – jednostka samorządowa, położona na południowym wschodzie przy Zatoce Świętego Wincentego; wchodzi w skład aglomeracji Adelaide. Holdfast Bay zamieszkuje 32300 osób (dane z 2006), powierzchnia wynosi 13,72 km². Rada miejska powstała w połowie 1990, kiedy doszło do połączenia dwóch niewielkich obszarów samorządowych: Glenelg i Brighton. W rezultacie tego połączenia Rada Miejska ma dwie siedziby na Moseley Square i Jetty Road Brighton. 

## Dzielnice
W nawiasach podany jest kod pocztowy.
- Bibaringa (5118)
- Evanston (5116)
- Evanston Gardens (5116)
- Evanston Park (5116)
- Evanston South (5116)
- Gawler (5118)
- Gawler East (5118)
- Gawler South (5118)
- Gawler West (5118)
- Hillier (5116)
- Kudla (5115)
- Willaston (5118)

## Okręgi
- Glenelg Ward
- Somerton Ward
- Brighton Ward
- Seacliff Ward